# Эрдынеева, Долгоржап Бальшиевна
Долгоржап Бальшиевна (Бальжировна) Эрдынеева — советская доярка и общественный деятель. Избиралась депутатом Верховного Совета РСФСР I созыва от Бурят-Монгольской АССР (1938).
Кавалер ордена Ленина (1936).
Проживала в селении Ташир. Доярка племенной фермы колхоза «Улан-Удунга» Депутат Верховного Совета РСФСР I созыва от Кяхтинского избирательного округа № 645.
Во времена Великой Отечественной войны Долгоржап Бальжировна внесла на строительство боевого самолёта из личных сбережений 160 тысяч рублей

## В искусстве
Народный художник Бурятской АССР Эрхито Аюшеев написал картину «Портрет доярки Эрдынеевой» (1960).